# De Liereman
De Liereman is een natuurgebied gelegen op het grondgebied van de Belgische gemeenten Oud-Turnhout en Arendonk. Het gebied omvat eveneens archeologische vindplaatsen. De officiële naam van het geheel is Landschap De Liereman.

## Geschiedenis

### Prehistorie
Vondsten en opgravingen tonen aan dat er reeds zeer lang menselijke aanwezigheid is in het gebied, mogelijk al van ongeveer 14.000 jaar geleden. De eerste publicaties hierover verschenen reeds in 1903 en 1905. Het betreft vindplaatsen op de locaties "Bergstraat" in Oud-Turnhout en "Korhaan" in Arendonk die zich beide bevinden op een langgerekte rug van wel 3 km lang. In Oud-Turnhout werden in de loop van de 19e eeuw 50.000 artefacten gevonden uit de Federmessercultuur. Ze werden zowel aan de oppervlakte gevonden, als in podzolgronden en in Usselobodem. Het gaat onder meer om stekers en schrabbers in silex uit de steentijd, meer bepaald het laatpaleolithicum en mesolithicum.
De ondergrond van De Liereman bestaat uit klei van meer dan een miljoen jaar oud uit het Vroeg Pleistoceen. Verder bevat de diepere ondergrond zand, evenals Maasgrind uit het Midden-Pleistoceen. In de hogere lagen ontwikkelde zich veengrond sinds het Weichselien, de meest recente ijstijd zo'n 13.000 jaar geleden. Vanaf het Holoceen, zo'n 12.000 jaar geleden, kwam de huidige vegetatie op.
In 2015 werd in een deel van de archeologische zone dat toegankelijk is voor het publiek een bodemschuif geïnstalleerd. Bezoekers kunnen een paneel uit de grond trekken en zo een deel van de ondergrond bekijken en meer informatie lezen.

### Vorige eeuwen tot heden
De Ferrariskaart toont aan dat het gebied van De Liereman in 1775 nog bijna onontgonnen was. Het gebied kenmerkte zich door de aanwezigheid van stuifduinen, vennen en moerassen, met in het noorden vooral een natte laagte. Verder waren er een aantal landbouwpercelen, weilanden en bossen. In de omgeving woonden veel heidelandbouwers. Deze lieten hun vee grazen in het domein. Er werd ook turf gestoken als brandstof.
Vanaf de 19e eeuw werd het gebied steeds meer opgesplitst en hetzij bebost, hetzij in cultuur gebracht. Landbouw nam toe, maar in de 20e eeuw werden er ook vakantiewoningen gebouwd. Het aandeel van open water verkleinde hiermee stelselmatig. De Liereman werd in 1940 beschermd als landschap en vanaf 1959 door de gemeente Oud-Turnhout in beheer gegeven van De Wielewaal en later Natuurpunt. De natuurvereniging begon vanaf 1987 met de grootschalige aankoop van delen van het gebied en met beheerswerken.
De Liereman en De Korhaan waren afzonderlijke natuurreservaten, tot ze in 2001 bij ministerieel besluit werden samengevoegd tot één geheel, onder de naam "Landschap De Liereman". De oppervlakte van De Liereman bedroeg 167 ha en die van De Korhaan 11 ha. Tegelijk werden enkele uitbreidingen erkend, waardoor Landschap De Liereman op dat moment een oppervlakte van 245 ha besloeg. Later zou het gebied nog verder uitbreiden.

### Natuurbrand
Op 22 april 2020 werd het kerngebied (ongeveer 170 hectare) van het natuurgebied getroffen door een grote brand. Er werden een zeventigtal brandweerlieden en een blushelikopter ingezet om de brand te bestrijden. Ondanks de inspanningen van de brandweer brandde ongeveer 30 hectare waardevol veengebied af. Er waren vermoedens dat de brand aangestoken was.

## Natuur
Het gebied van 439 ha herbergt een grote verscheidenheid aan typisch Kempische vegetatie, gaande van natte en droge heide, gagelstruweel, elzen- en wilgenbroek, berken-eikenbos, dennenbos, stuifduin, heischraal grasland tot weidevogelgebied. Vanuit het bezoekerscentrum vertrekken een zestal wandelingen. De Korhaan is een klein heidegebied. Tussen De Liereman en De Korhaan ligt de Hoge Mierdse Heide. Hier staan weekendhuisjes en wordt ook aan intensieve landbouw gedaan. Desondanks bevat ook dit gebied belangrijke biotopen.
Landschap De Liereman wordt beheerd door de VZW natuurpunt. Het gebied is Europees beschermd als onderdeel van Natura 2000-gebied (habitatrichtlijngebied 'Vennen, heiden en moerassen rond Turnhout' (BE2100024) en vogelrichtlijngebied 'Arendonk, Merksplas, Oud-Turnhout, Ravels en Turnhout' (BE2101538)). Van 2004 tot 2010 liep in het gebied een Europees LIFE-project rond het herstel van de biotopen van de Europese Habitatrichtlijn.
In De Liereman werd de aanwezigheid van meer dan 70 soorten broedvogels vastgesteld. Hieronder de wulp, grutto, kievit, scholekster, sprinkhaanzanger, nachtzwaluw, boomleeuwerik en rietgors. Ook heel wat reptielen, amfibieën, zoogdieren en insecten worden er gevonden. Onder meer de rugstreeppad leeft er.

### Uitgebeten veenmos
In 2008 is in Landschap De Liereman een groot aantal exemplaren van het uitgebeten veenmos (Sphagnum riparium) gevonden. In het laagland wordt dit veenmos soms in berkenbroekbossen gevonden. Dit is ook het geval in De Liereman.
Het uitgebeten veenmos werd tot 2008 niet in Vlaanderen gevonden. In Wallonië is deze soort zeer zeldzaam, en in Nederland, waar meer heide en veen voorkomt dan in Vlaanderen, staat deze soort op de Rode Lijst als 'bedreigd'. België ligt aan de zuidwestgrens van het Europese verspreidingsgebied van de soort. De plant komt verder vooral in Centraal- en Noord-Europa voor. In Centraal-Europa is het hoofdzakelijk een gebergtesoort, die vooral op vochtige hellingen groeit.

## Waterlopen
Doorheen Landschap De Liereman lopen meerdere beken, zoals de Lieremansloop, Horsbeekloop, Grote Calie, Braekeleersloop, Hertekuilloop en een naamloze waterloop. Deze werden kunstmatig gegraven om het gebied te draineren.
De Lieremansloop werd reeds vanaf 1840 gegraven om het gebied te ontwateren. Deze beek voert het water naar de Aa. Samen met andere ingrepen leidde dit tot een ontwatering van het gebied: als het regende, werd het water versneld afgevoerd. Het gevolg was een toenemende bosvorming. In 1978 werd een stuw geplaatst op de Lieremansloop. Hierdoor verminderde de verdroging gedeeltelijk. In lagergelegen gebied overstroomt de Lieremansloop nog steeds af en toe bij hoog debiet. Het water bevat veel voedingsstoffen vanuit de landbouwgebieden, waardoor de overstromingen de habitats verstoren. Als eerste oplossing is gepland om de bedding van de Braekeleersloop meer stroomopwaarts van de Lieremansloop te verbreden, zodat minder water in de hogere Lieremansloop terecht komt en overstromingen zouden verminderen. Op langere termijn wordt eraan gedacht de noordelijke tak van de Lieremansloop te verplaatsen.
De Braekeleersloop en Hertekuilloop monden uit in de Lieremansloop.
De Horsbeekloop en Grote Calie stromen in een ander gebied en werden aangelegd om het Rode Goor, een deel van het Landschap De Liereman, te draineren. Ook deze overstromen soms, met ongewenste verspreiding van nutriënten tot gevolg. De bedding van de Horsbeekloop werd in de jaren 2010 verlegd om dit probleem op te lossen.

## Beheer
Omdat er decennialang heel wat heide was verdwenen en andere ongunstige evoluties hadden plaatsgevonden, werd een breed beheerplan opgesteld voor het domein.
Eerst en vooral werd gewerkt aan heideherstel. Hiervoor werden aanplantingen van naaldbomen verwijderd en de gronden geplagd: de toplaag werd afgeschraapt, zodat de onderliggende waardevolle zaadbanken terug konden kiemen. Ook vergraste percelen werden geplagd. Op sommige plaatsen werden privé-gronden met weekendverblijven aangekocht en de weekendverblijven afgebroken, waardoor ook daar de heide zich kon herstellen.
Een tweede doel was het venherstel. Op sommige oude kaarten konden vroegere vennen gesitueerd worden. Een aantal van die laagten werden afgegraven, zodat de vennen zich konden herstellen. Aanvullend hierop werden een aantal aangelegde weekendvijvers aangepakt en omgevormd tot een meer natuurlijk biotoop.
Een derde element was het graslandherstel. Een aantal voormalige akkers werd afgegraven tot op het schrale zand en een verschralend maaibeheer werd opgestart om zo opnieuw te komen tot heischrale graslanden.
Bosherstel was een vierde element in het beheersplan. De hoeveelheid naaldbossen werd sterk verminderd en exoten als de Amerikaanse vogelkers verwijderd, onder meer met hulp van heel wat scholen. Dood hout werd ter plaatse gelaten omdat dit belangrijk is voor veel levensvormen. Op deze manier konden vooral eikenbossen zich herstellen.
Een laatste element in het beheersplan is het herstel van de hydrologie op langere termijn. Elementen hiervan werden reeds beschreven bij de waterlopen.

## Bescherming
De Liereman kreeg verschillende beschermde statuten:
- In 1940 werd De Liereman beschermd als cultuurhistorisch landschap.
- De Liereman is sinds 2004 Europees beschermd als onderdeel van Natura 2000-gebied 'Vennen, heiden en moerassen rond Turnhout' (BE2100024) en heeft van de IUCN de status van categorie IV gekregen[12]: biotoop.[13]
- Op 22 april 2012 werd het gebied door de Vlaamse overheid erkend als stiltegebied.[14]
- Op 4 juni 2013 werd een deel van De Liereman - het finaalpaleolithisch en mesolithisch sitecomplex - door minister Geert Bourgeois beschermd als archeologische zone.[15]

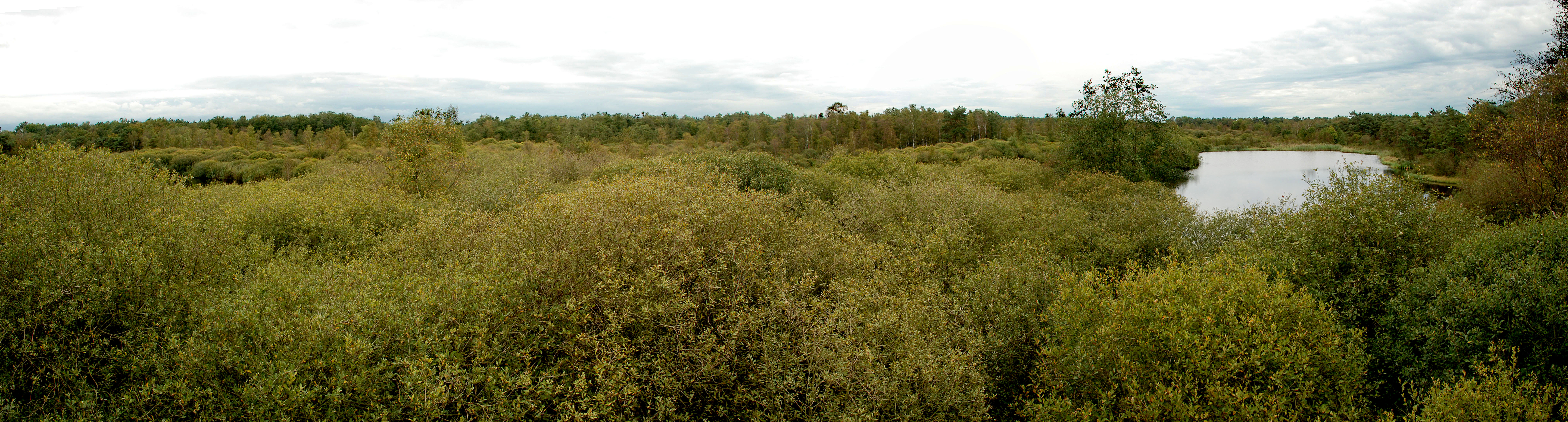
Natuurreservaat De Liereman panorama